# 萊特巴赫河
51°29′23″N 7°05′48″E / 51.489655°N 7.096654°E
萊特巴赫河（德語：Leither Bach），是德國的河流，位於該國西部，處於北萊茵-威斯特法倫州，屬於施瓦茨巴赫河的左支流，河道全長4.2公里，流域面積6.3平方公里，河畔城鎮有埃森、波鴻和蓋爾森基興。